# Lugéne Lewis
Lugéne Lewis (Surinam, 1952 - 2021) fue un militar de Surinam y sospechoso en el caso de los "Asesinatos de diciembre". 
Lewis fue soldado del ejército de Surinam y es sospechso de haber participado en las matanzas de diciembre de 1982. Él formaba parte de la denominada Care Company pero se desempeñaba principalmente como guardaespaldas de Desi Bouterse. Según la policía de Surinam Lewis actualmente vive en los Países Bajos. Es buscado por sus crímenes al igual que Kenneth Kempes y Orlando Heidanus, según se informa en el boletín que se publica afuera del Boxel del juzgado. Se sospecha que Lewis vive en Róterdam. 

## Juicio por asesinatos en diciembre
Lewis fue uno de los 25 sospechosos que fueron juzgados en el juicio por los asesinatos de diciembre que comenzó en 2007. Según la policía de Surinam, en ese momento vivía en Rotterdam. Por lo tanto, su citación fue colocada a la entrada de la sala de audiencias de la base militar de Boxel. No compareció a la primera audiencia formal del 30 de noviembre de 2007.
El 29 de noviembre de 2019, Lewis fue condenado a diez años de prisión por el consejo de guerra de Surinam.